# Tiger Woods
Tiger Woods rođen kao Eldrick Tont Woods (Cypress, Kalifornija, 30. prosinca 1975.) - američki igrač golfa. Smatra se jednim od najboljih igrača golfa svih vremena.
Njegov otac Earl, umirovljeni je pripadnik oružanih snaga SAD-a. Otac ima afričko, kinesko i indijansko porijeklo, a majka Kutilda ima tajlandsko, kinesko i nizozemsko porijeklo. Njegovo pravo ime je Eldrick. Dobio je nadimak "Tiger" po nadimku očevog prijatelja iz Vijetnamskog rata. Svi su ga s vremenom tako zvali pa je uzeo ime Tiger kao službeno.
Bio je čudo od djeteta. Počeo je trenirati golf s dvije godine. Učio je od oca koji je bio solidan amaterski igrač golfa. S 3 godine nastupio je na televiziji i igrao golf protiv glumca Boba Hopea. S 8 godina osvojio je svjetsko juniorsko prvenstvo. S 18 godina postao je najmlađi u povijesti, koji je osvojio amatersko prvenstvo SAD-a. Postizao je odlične rezultate u juniorskoj konkurenciji i kasnije u seniorskoj konkurenciji. Godine 2005., s 29 godina, došao je do prekretnice osvojivši deset glavnih naslova profesionalnog golfa. Time je došao na treće mjesto svih vremena iza Jacka Nicklausa i Waltera Hagena. On i Bobby Jones jedini su igrači golfa koji su osvojili trinaest glavnih naslova prije 30. godine života.
Tiger Woods osvojio najviše PGA turnira od bilo kojeg aktivnog igrača golfa. Osvojio je jako velik broj različitih golf turnira, priznanja i nagrada. 
U prosincu 2009., izbila je seksualna afera, kada je više žena putem medija izjavilo, da su s njime imale aferu. On je osobno priznao, da je više puta prevario suprugu. Povukao se iz profesionalnog igranja golfa do travnja 2010.
U lipnju 2010., časopis Forbes objavio je, da je Tiger Woods najbogatiji športaš svijeta sa zaradom od preko 100 milijuna dolara. Mnogo zarađuje od reklama i sponzorskih ugovora. 
Svojim uspjesima učinio je mnogo za popularizaciju golfa pogotovo među pripadnicima etničkih manjina i mladih ljudi u SAD-u. 